# Milha
A milha é uma unidade de medida de comprimento definida pelo sistema imperial de medidas como o equivalente a 1 609,344 metros. Seu símbolo é mi. (do inglês, mile).
Atualmente, é mais utilizada nos países de língua inglesa.

## Origem histórica
A primeira vez que o termo milha foi usado para denotar distância foi na Roma Antiga, onde valia 1 000 passos (do latim, mille passus) dados pelo Centurião, ou 5 000 pés romanos. Essas medidas não eram precisas, visto que dependia do tamanho das pernas do centurião, pois uma mínima diferença na passada resultava em uma grande diferença ao final dos 1 000 passos. Em registros históricos, a milha romana variava entre 1 401 e 1 580 metros, aproximadamente.

## Equivalências
- 1,60934 quilómetros
- 1/3 léguas
- 8 furlongs
- 80 correntes
- 320 rods
- 1 760 jardas
- 5 280 pés

A atual definição de milhas (como sendo 5 280 pés ao invés de 5 000) data do século XIII.